# Physogyne
Physogyne là một chi thực vật có hoa trong họ, Orchidaceae.